# Ursmer de Lobbes
Saint Ursmer ou Ursmar (en néerlandais : Ursmarus), né le 27 juillet 644 à Floyon près d'Avesnes-sur-Helpe (France) et mort le 18 avril 713 à l'abbaye de Lobbes en Belgique, était un moine, évangélisateur de la Flandre et du Hainaut, il fut évêque-abbé de l'abbaye de Lobbes.

## Contexte historique
Sous l'Empire romain, des premières tentatives d'évangélisation ont lieu aux (IIe et IIIe siècles) dans la région du Rhin.
Après les invasions germaniques, puis la conversion de Clovis, une seconde vague d'évangélisation aux (VIe et VIIe siècles) assure l'établissement définitif du christianisme dans l'ensemble des Pays-Bas méridionaux, du Rhin à la mer. Les premières traces de monachisme en Belgique remontent à 625. On parle parfois de cette époque comme du Siècle des saints. En effet, on ne compte pas moins de 80 saints ou saintes pendant l'époque mérovingienne sur le territoire de la Belgique actuelle. Parmi eux : saint Amand, saint Ghislain, saint Vincent, sainte Waudru, sainte Gertrude de Nivelles, et saint Ursmer.

## Biographie
La tradition veut que dès avant sa naissance, des prodiges annoncent la venue au monde d'un être exceptionnel. Sa mère a la vision de la grandeur future de son fils. L'hagiographie populaire est coutumière de ce genre de merveilleux. Les nombreuses biographies de saint Ursmer résistent mal à la critique historique et ne donnent d'ailleurs que peu d'éléments précis sur sa vie et son œuvre.
C'est donc vers le milieu du VIIe siècle (644 ?) qu'Ursmerest né près d'Avesnes-sur-Helpe, à Fontenelle, commune de l'Aisne autrefois rattachée à Floyon (Nord). Un de ses biographes, G. Waulde, le décrit ainsi : l'enfant estoit très agréable à tout le monde, pour la facilité de son esprit et la candeur et intégrité de son âme, y jointe la forme parfaite de son corps doué d'une rare beauté. Il était en outre plein de vraye charité sans feinte et constant en espérance. Cette description, faite un millier d'années après la naissance d'Ursmer doit être évidemment reçue avec prudence et critique.
À l'initiative de ses parents et de sa marraine il reçoit une solide instruction de base et, à l'adolescence, il est initié aux sciences profanes et à l'Écriture sainte. Saint Amand, dont le rôle est primordial lors de la seconde évangélisation, l'ordonne prêtre vers 670. Ursmer diffuse le message des Évangiles parmi les païens de la Fagne et de la Thiérache.
Le maire du palais Pépin de Herstal désire la conversion au Christianisme des peuples barbares païens, espérant par là se les amadouer et les rendre fidèles sujets des rois francs. Aussi envoie-t-il Ursmer en pèlerinage à Rome, muni de lettres patentes adressées au pape Serge 1er, pour y recevoir la dignité épiscopale. Saisissant l'opportunité d'évangéliser des peuples païens au nord de la Gaule, le pape lui confère l'autorité apostolique d'évêque pour prêcher, ordonner des prêtres et des diacres, consacrer des lieux de culte et autels. Il lui cède aussi une relique de saint Pierre, pieusement conservée à l'abbaye jusqu'en 1794, puis sauvegardée à la collégiale Saint-Ursmer de Binche.
Vers 680, à l'instance de Pépin de Herstal (dont le palais des Estinnes est proche du monastère) et par l'entremise d'Hydulphe, seigneur de Lobbes, Ursmer devient le premier abbé de l'abbaye de Lobbes.
Le 26 août 697, il consacre l'église abbatiale de Lobbes érigée à l'emplacement de l'oratoire fondé par saint Landelin en 654. C'est au départ de Lobbes qu'il entreprend d'autres voyages missionnaires, prêchant l'Évangile parmi les peuplades païennes du Hainaut et de Flandre et fondant ici et là des monastères,.
En 711, Ursmer désigne comme successeur son disciple Ermin (saint Erme) et lui cède de plein gré son titre d'abbé de Lobbes. Il meurt à l'abbaye de Lobbes en 713, probablement le 18 avril.

## Développement du culte

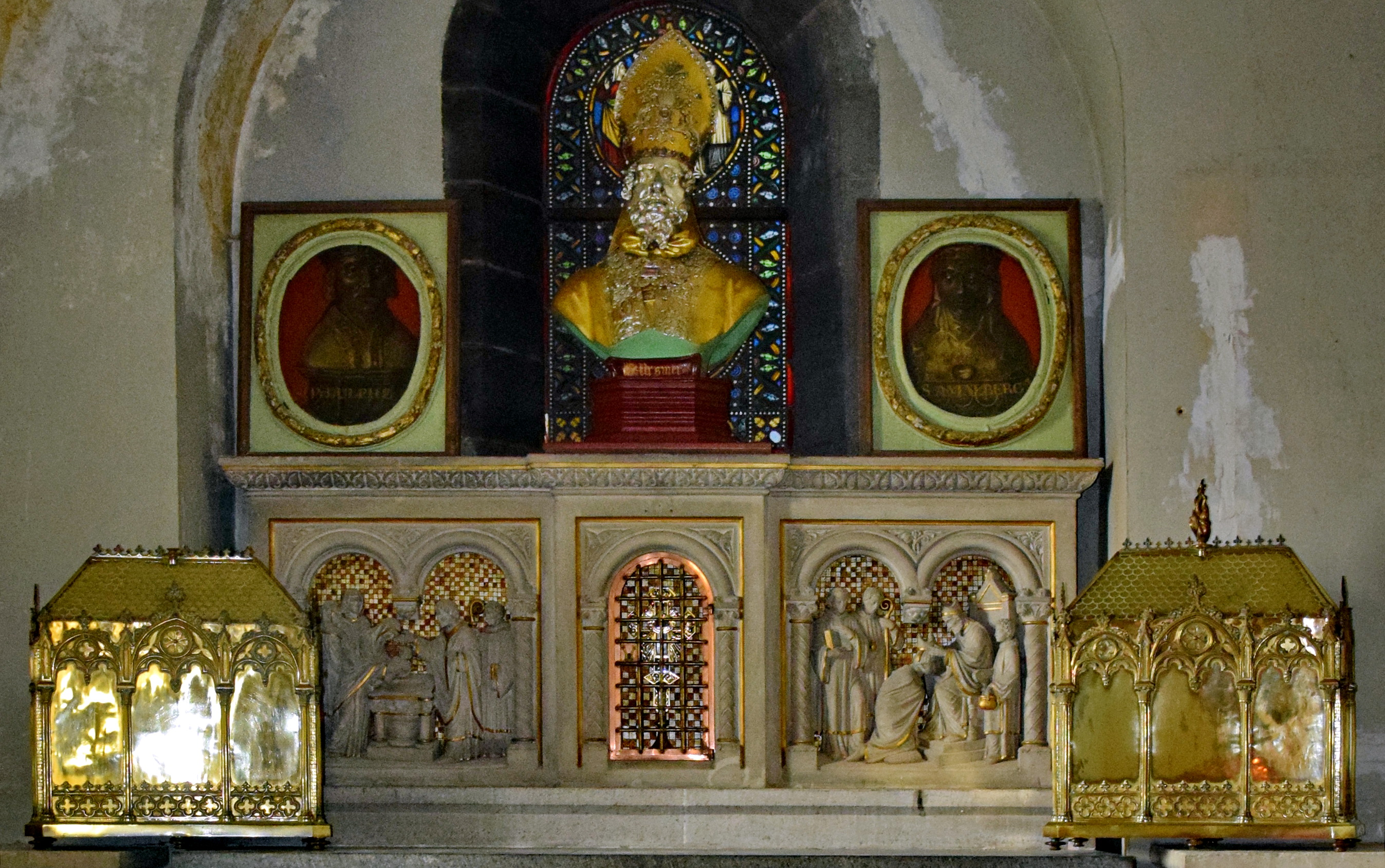
Autel de la chapelle Saint-Ursmer avec buste reliquaire et deux reliquaires situé dans la collégiale Saint-Ursmer de Binche.

De 819 à 823, on édifie une nouvelle église qui sert de sépulture à Ursmer et autour de laquelle un culte populaire se développe. Des miracles lui sont attribués. Ursmer est canonisé le 26 mars 823. C'est de cette époque que date l'actuelle collégiale Saint-Ursmer de Lobbes : elle est la plus ancienne de Belgique et contient toujours les sarcophages de saint Ursmer et de saint Ermin.
Les reliques de saint Ursmer sont transférées à Binche en 1409, au moment du déménagement du chapitre. On peut voir aujourd'hui en la collégiale Saint-Ursmer de Binche son buste reliquaire datant de la première moitié du XVIIIe siècle.

## Aujourd'hui
Aujourd'hui, saint Ursmer (ou Ursmar ou Ursmarus) est le patron des paroisses : 
- en Hainaut belge et français : Binche, Lobbes, Vellereille-les-Brayeux (Estinnes), Athis (Honnelles), Ormeignies (Ath), Eppe-Sauvage (Département du Nord-France) Fontenelle (Département de l'Aisne) ;
- en Luxembourg belge : Hatrival (Saint-Hubert) ;
- en Brabant flamand : Oetingen (Gooik) ;
- en Flandre orientale : Baesrode (Dendermonde), Nokere (Kruishoutem), Deftinge (Lierde), Zegelsem (Brakel).

La ville de Binche, gardienne de ses reliques, consacre une procession à saint Ursmer le 18 avril, jour anniversaire de son décès.

Les églises dédiées à Saint-Ursmer.
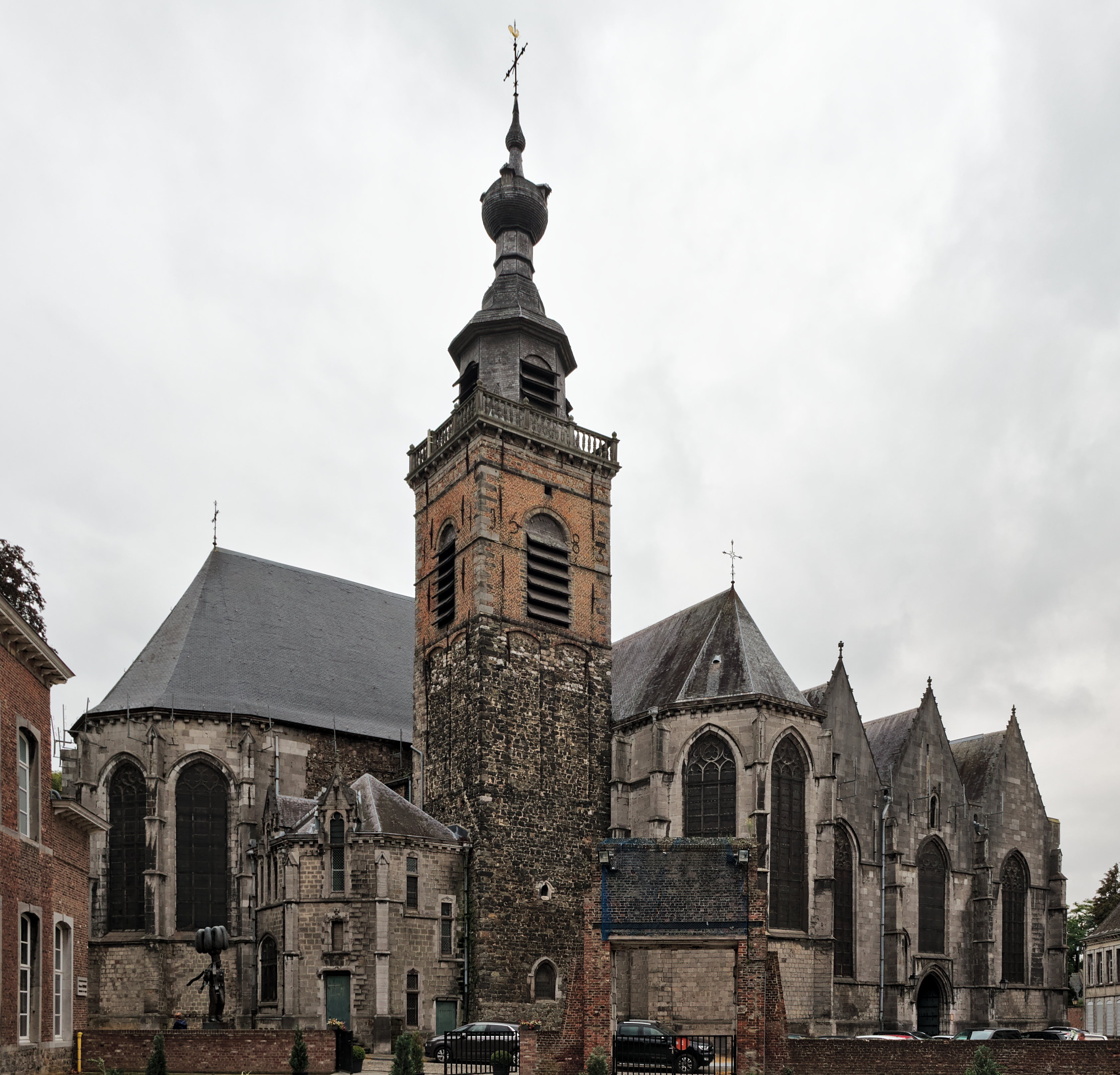
La collégiale Saint-Ursmer de Binche.
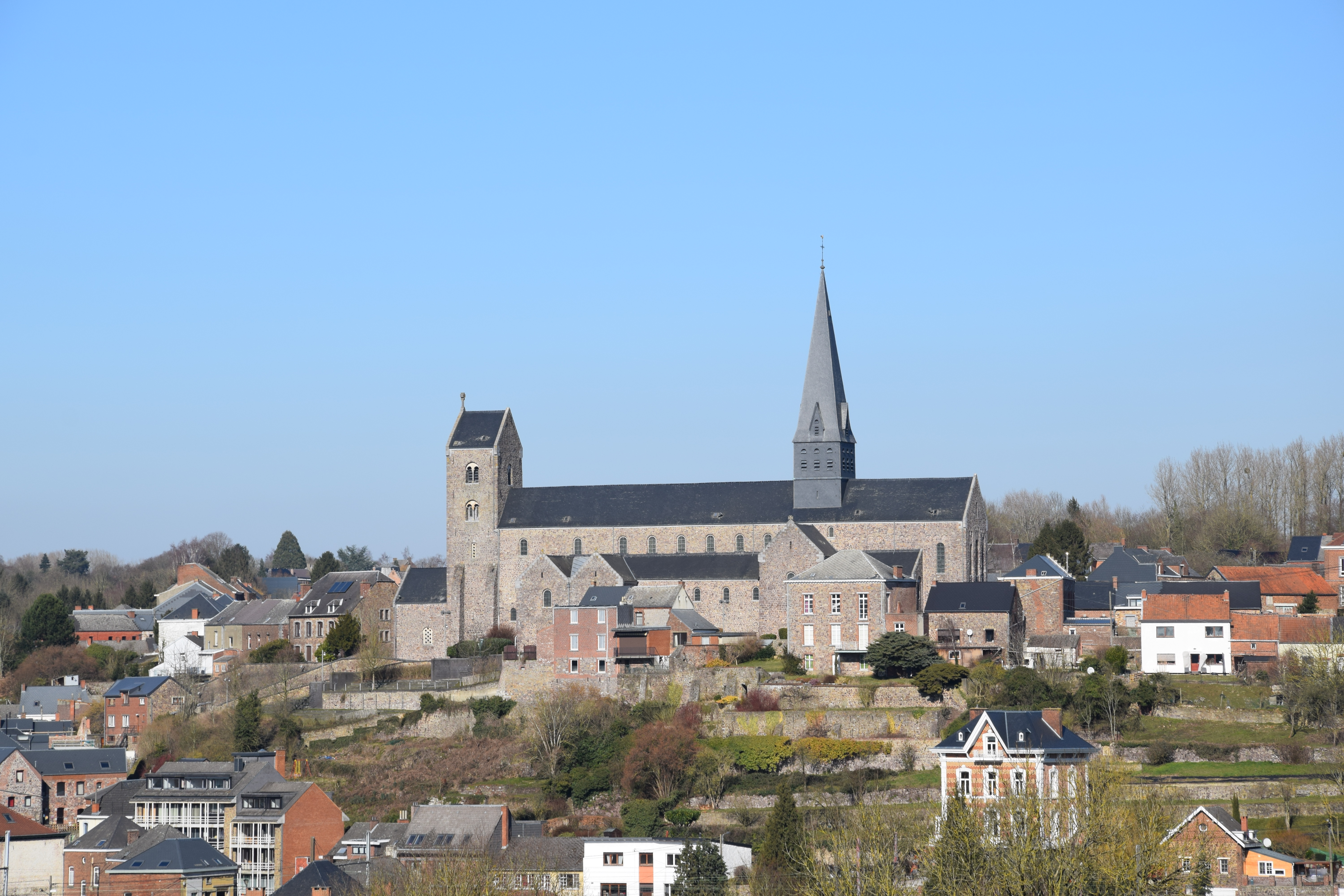
La collégiale Saint-Ursmer de Lobbes.
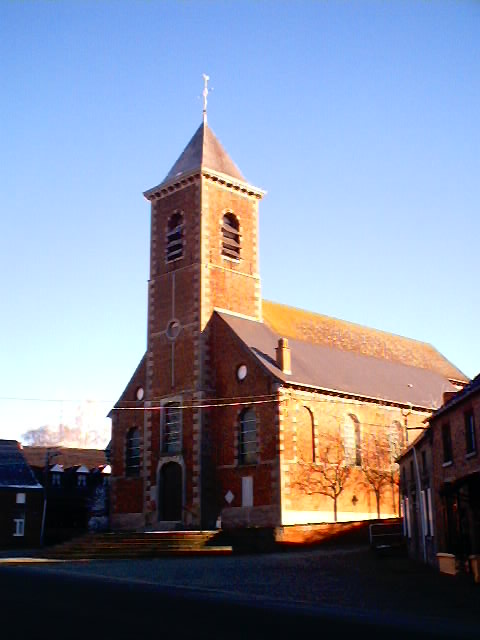
Église Saint-Ursmer à Ormeignies.
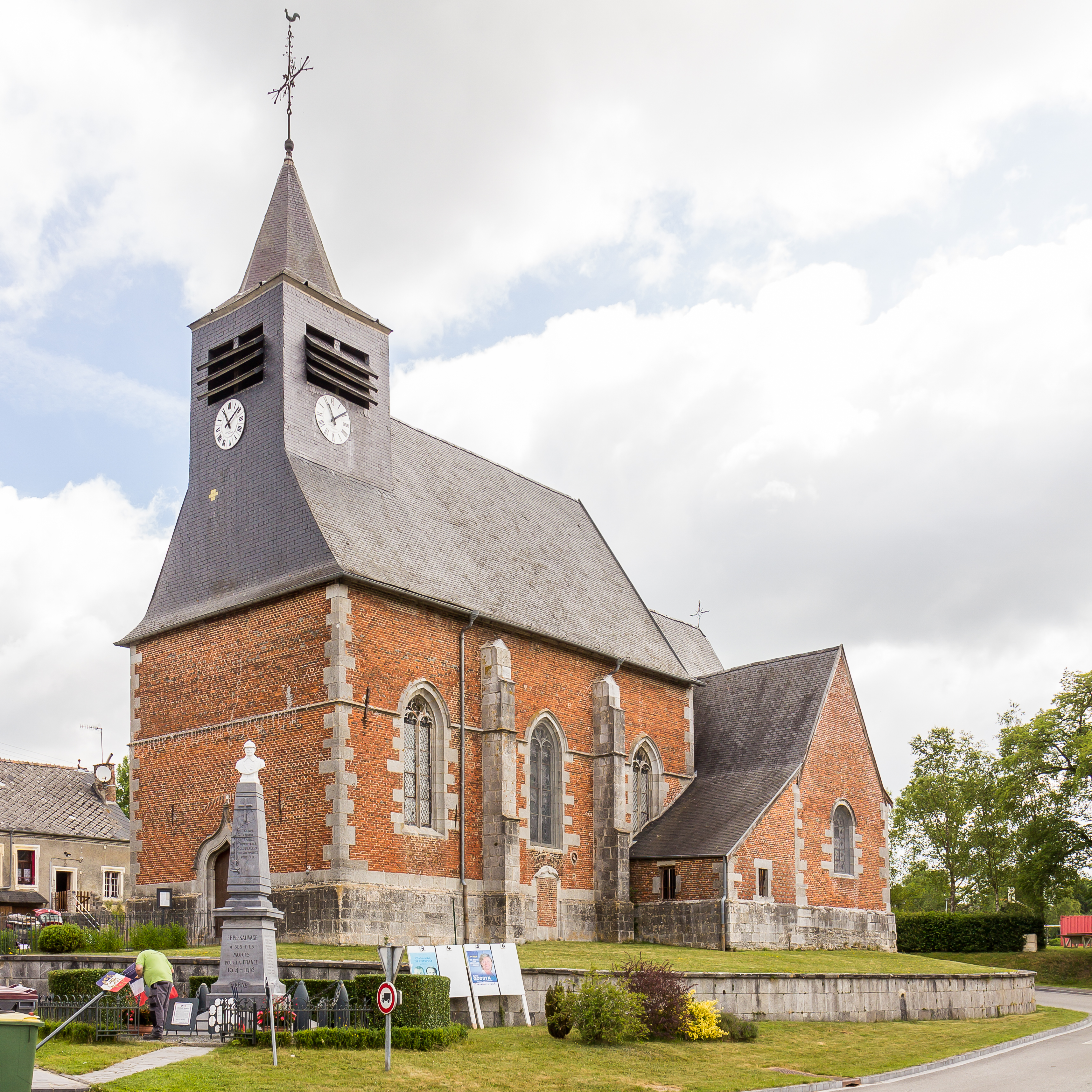
L'église Saint-Ursmar d'Eppe-Sauvage (Nord, France).
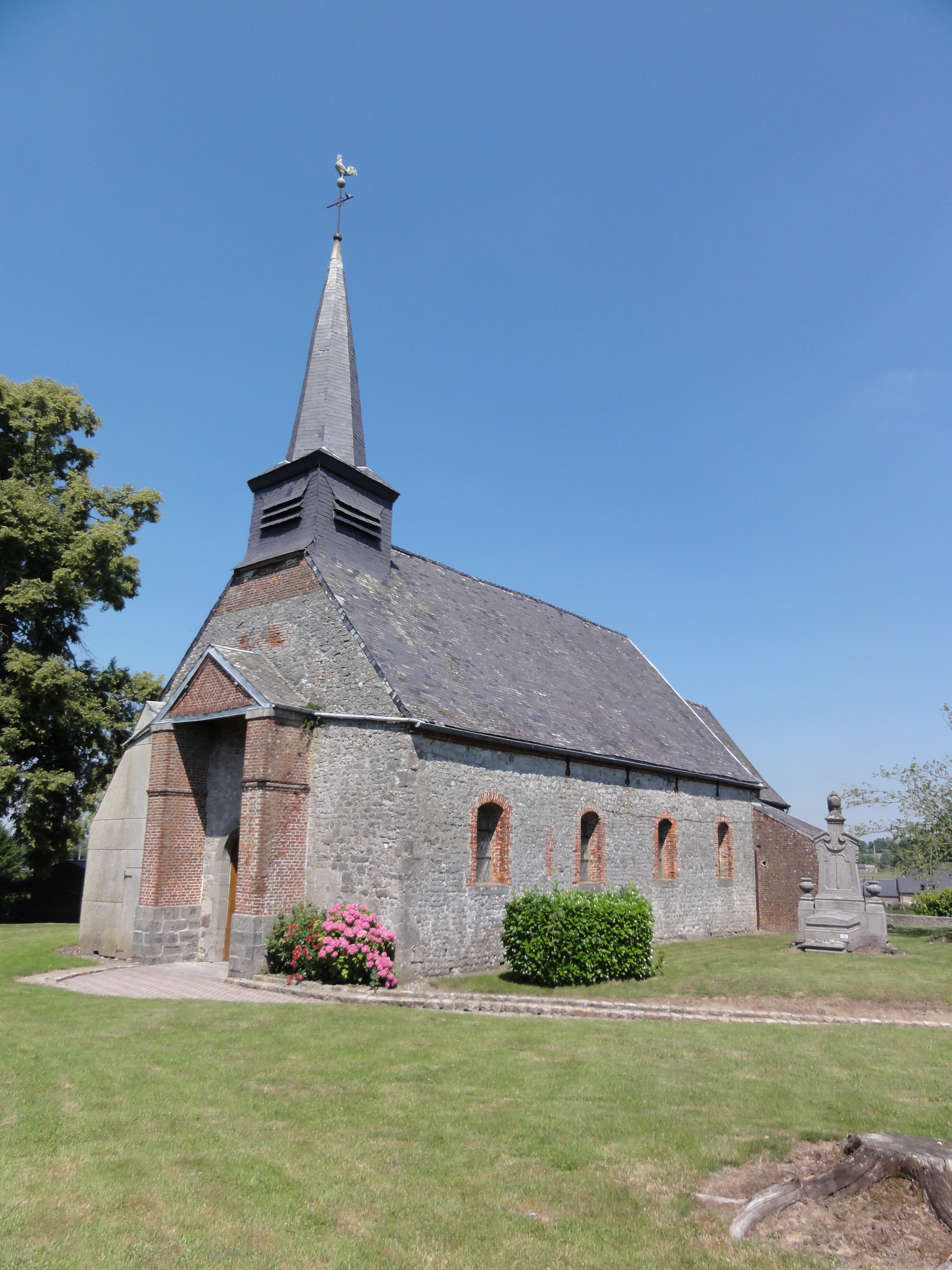
L'église Saint-Ursmer de Fontenelle (département de l'Aisne, France).
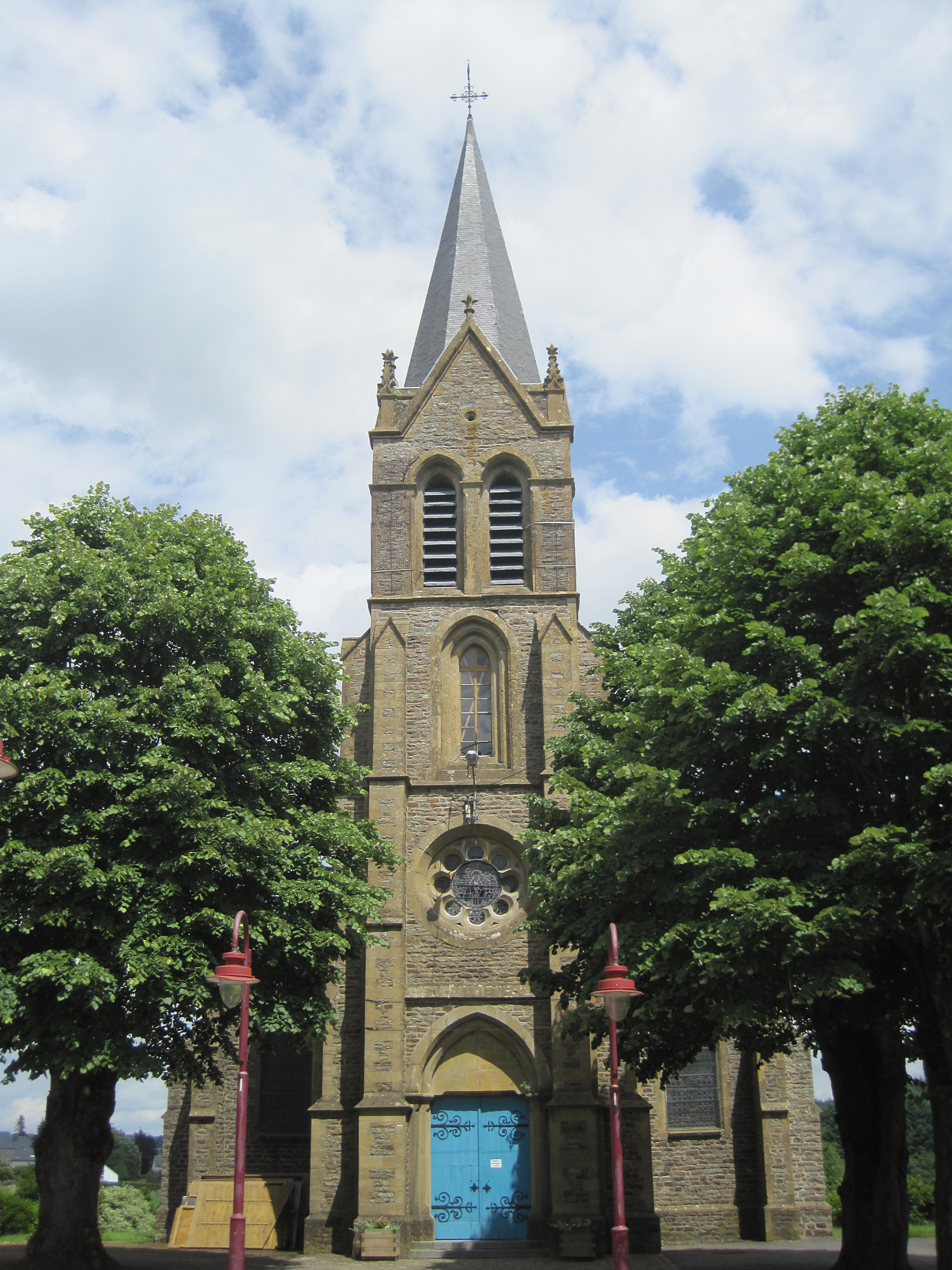
L'église Saint-Ursmer à Hatrival (province du Luxembourg).
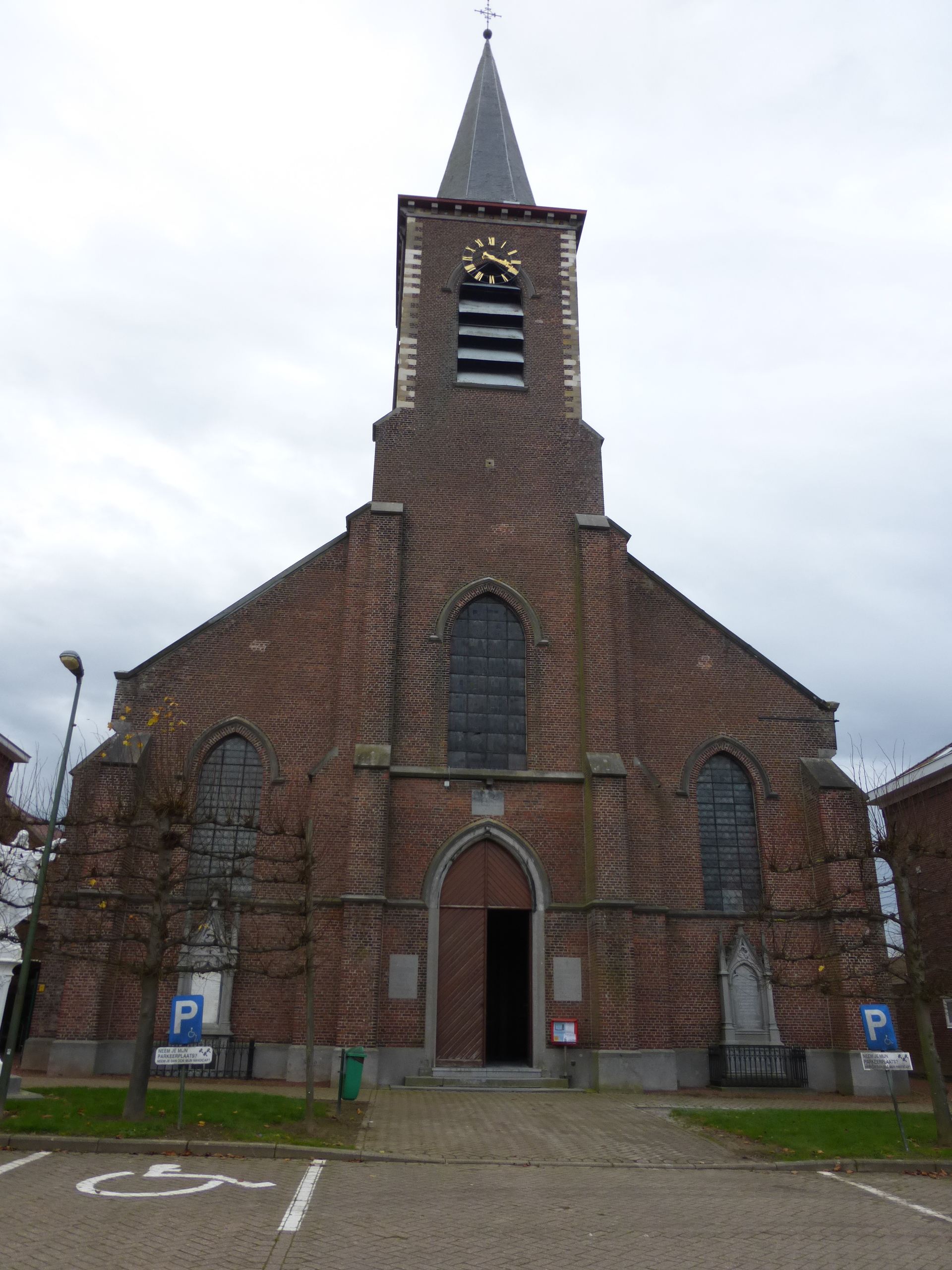
L'église Saint-Ursmer de Oetingen (province du Brabant flamand)
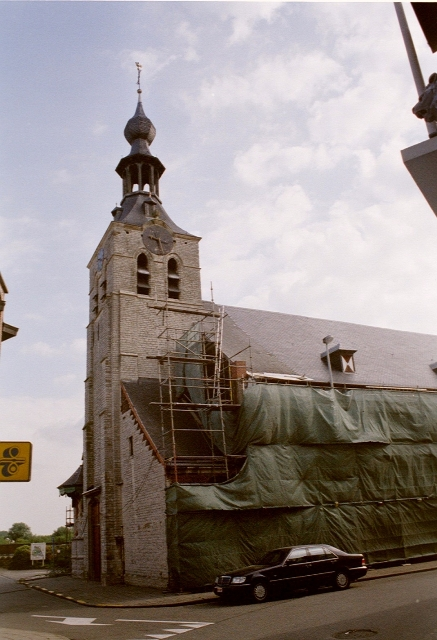
L'église Saint-Ursmer de Baesrode (Flandre-Orientale).
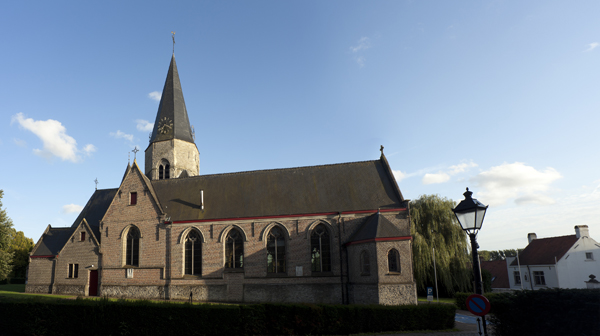
L'église Saint-Ursmer de Nokere (Flandre-Orientale).
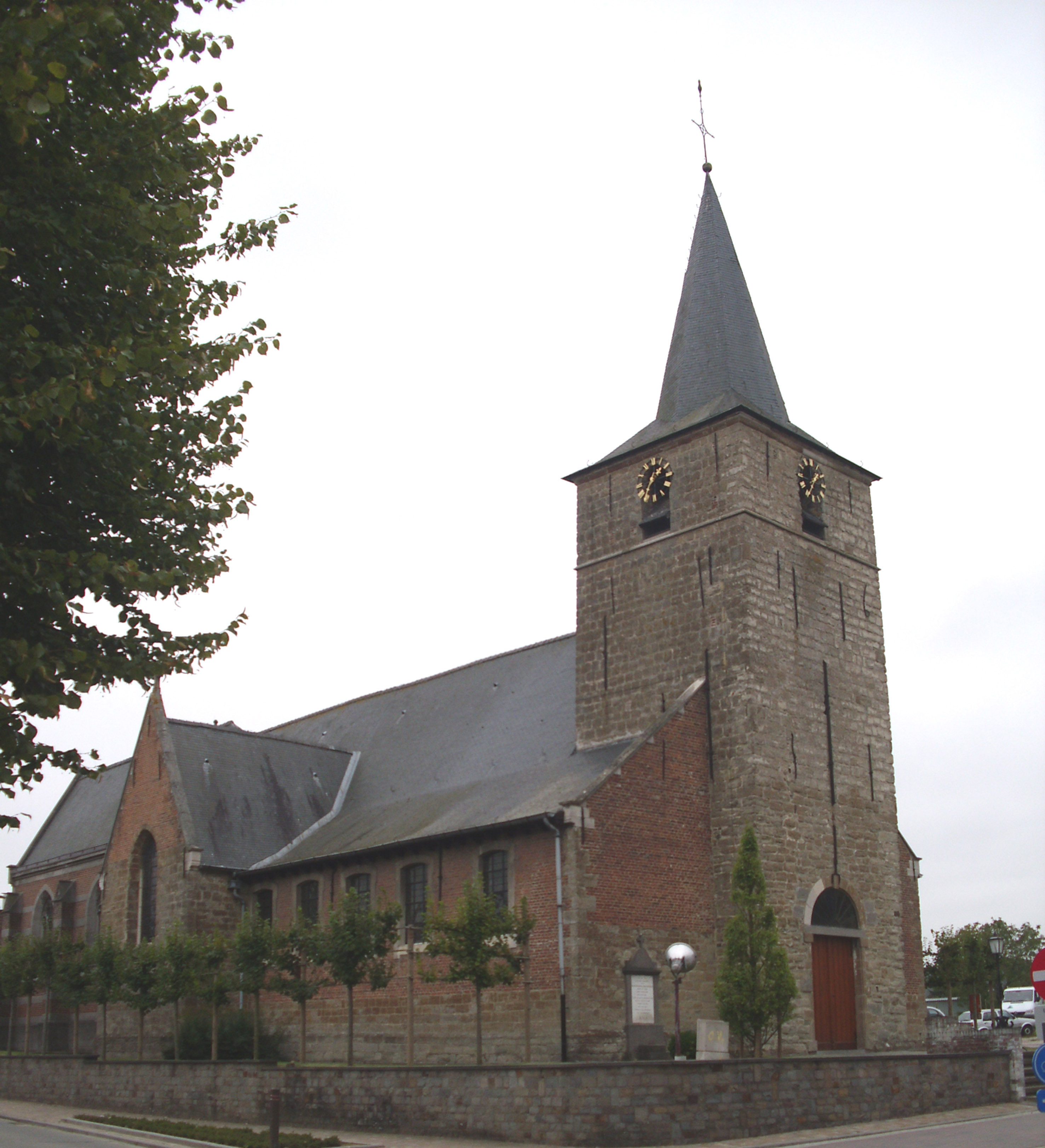
L'église Saint-Ursmer de Deftinge (Flandre-Orientale).
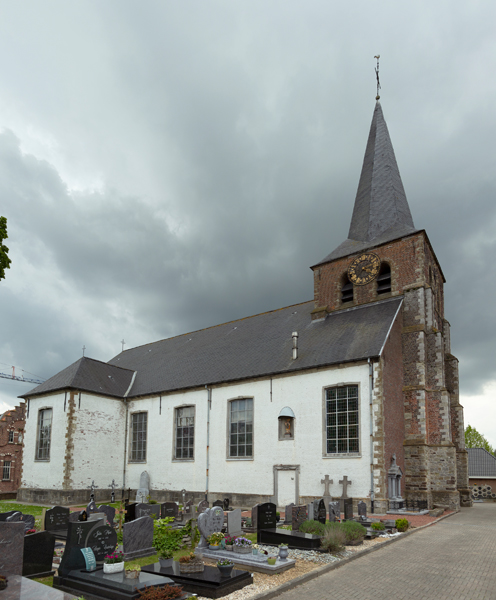
L'église Saint-Ursmer de Zegelsem (Flandre-Orientale).

### Sources documentaires
- Claude Demoulin, Aulne et son domaine, Landelies, Claude Demoulin, 1980, 430 p.
- Gustave Boulmont, Les fastes de l'abbaye d'Aulne la riche de l'ordre de Cîteaux, Gand+Namur, Vanderpoorten+Delvaux, 1907, 259 p. (lire en ligne)
- Joachim Vos, Lobbes. Son abbaye et son chapitre : Histoire complète du monastère de Saint-Pierre à Lobbes et du chapître de Saint-Ursmer à Lobbes et à Binche, t. I, Louvain, Ch.Peeters, 1865, 446 p.
- Joachim Vos, Lobbes. Son abbaye et son chapitre : Histoire complète du monastère de Saint-Pierre à Lobbes et du chapître de Saint-Ursmer à Lobbes et à Binche, t. II, Louvain, Ch.Peeters, 1865, 611 p.
- Alain Dierkens, Abbayes et chapitres entre Sambre et Meuse (VIIe – XIe siècles) : Contribution à l'histoire religieuse des campagnes du Haut Moyen Âge, Sigmaringen, Jan Thorbecke, 1985, 375 p. (ISBN 3-7995-7314-3, lire en ligne).